# Isernia
Isernia este o comună din provincia Isernia, regiunea Molise, Italia, cu o populație de 20.617 locuitori (1 ianuarie 2023) și o suprafață de 69,15 km².

## Demografie
Isernia - evoluția demografică

|  | Graficele sunt indisponibile din cauza unor probleme tehnice. Mai multe informații se găsesc la Phabricator și la wiki-ul MediaWiki. |

Date: Recensăminte sau birourile de statistică - grafică realizată de Wikipedia